# Professional Volleyball League
La Professional Volleyball League fu una lega professionistica statunitense di pallavolo femminile.

## Storia
La Professional Volleyball League (PVL) viene creata, come lega rivale alla NVA, nel 1996; vi prendono parte le Sacramento Stars, le San Jose Storm e le Utah Predators, tutte e tre franchigie ex NVA e WWVL, le San Bernardino Jazz, altra franchigia ex WWVL e inattiva nel periodo NVA, e le Hawaii Waves, appena fondate. Viene disputato un solo campionato e nel 1997 la lega si scioglie: non viene neanche terminato il torneo in corso e le Utah Predators, in quel momento in testa alla classifica della regular season, vengono dichiarate campionesse.

## Franchigie
- Hawaii Waves (1996-1997)
- Sacramento Stars (1996-1997)
- San Bernardino Jazz (1996-1997)
- San Jose Storm (1996-1997)
- Utah Predators (1996-1997)

## Albo d'oro
| Anno             | Podio          | Podio            | Podio        |
| Campione         | Seconda        | Terza            |              |
| ---------------- | -------------- | ---------------- | ------------ |
| 1996-97 Dettagli | Utah Predators | Sacramento Stars | Hawaii Waves |

## Palmarès
| Squadre        | Titoli | Stagioni |
| -------------- | ------ | -------- |
| Utah Predators | 1      | 1996-97  |